# Shufunotomo
Shufunotomo (主婦の友社) est une maison d'édition japonaise créée le 18 septembre 1916.

## Historique
La société édite notamment Les Aventures de Tintin au Japon[réf. nécessaire].